# 谈文胜
谈文胜（1969年2月—），湖南省宁乡市人，中华人民共和国政治人物。

## 生平
1969年2月，谈文胜出生在湖南省益阳专区宁乡县（今宁乡市）。1988年11月，谈文胜出任宁乡县人民法院助理审判员、审判员。1991年6月加入中国共产党。1995年1月调到长沙市中级人民法院。1999年8月，谈文胜出任中共长沙市委办公厅秘书一处主任科员。次年11月转任长沙市房地局副局长、党组成员。2003年8月，谈文胜出任长沙市人民政府研究室主任、党组书记。2006年6月，谈文胜转任中共芙蓉区委副书记、区委党校第一校长，仍为正处级干部。2007年12月，谈文胜调到湘潭市，出任湘潭市人民政府副市长提名人选，次年3月出任副市长。2011年1月兼任中共湘潭市委常委、秘书长。2013年1月升任湘潭市人民政府常务副市长。2016年3月晋升代理市长，4月正式出任市长。2019年2月25日，谈文胜出任湖南省人民政府发展研究中心（湖南省电子政务中心）党组书记、主任。2022年6月，履新湖南省地质院党委书记。